# Prooi
Een prooi is een organisme dat een predator of vleesetende plant tot voedsel dient. Prooien kunnen zich beschermen tegen predatoren door onder andere camouflage, nabootsing (mimicry) of kuddevorming.